# (611) Валерия
(611) Валерия (англ. Valeria) — астероид главного пояса, который относится к спектральному классу S. Он был открыт 24 сентября 1906 года американским астрономом Джоэлом Меткалфом в Тонтонской обсерватории. Доподлинно неизвестно, в чью честь был назван астероид, но возможно, что название этому астероиду было дано из-за его временного обозначения 1906 VL.

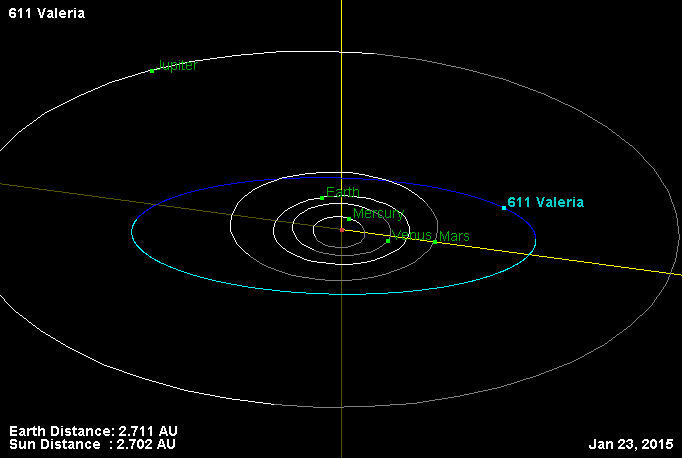
Орбита астероида Валерия и его положение в Солнечной системе

Фотометрические наблюдения, проведённые в 2012 году в обсерватории Organ Mesa в городе Лас-Крусес, позволили получить кривые блеска этого тела, из которых следовало, что период вращения астероида вокруг своей оси равняется 6,977 ± 0,001 часам, с изменением блеска по мере вращения 0,08 ± 0,01 m.